# Thenea muricata
A Thenea muricata a szaruszivacsok (Demospongiae) osztályának Tetractinellida rendjébe, ezen belül a Theneidae családjába tartozó faj.
A Thenea szivacsnem típusfaja.

## Előfordulása
A Thenea muricata előfordulási területe az Atlanti-óceán keleti része; Norvégiától kezdve, a nyugat-európai partokon és az Azori-szigeteken keresztül, egészen a Zöld-foki Köztársaságig. A Földközi-, az Adriai- és az Égei-tengerben is megtalálható. A hajók ballasztvizével talán a Mexikói-öbölbe is eljutott.

## Életmódja
A vízből szűri ki a táplálékául szolgáló szerves részecskéket.

## Források

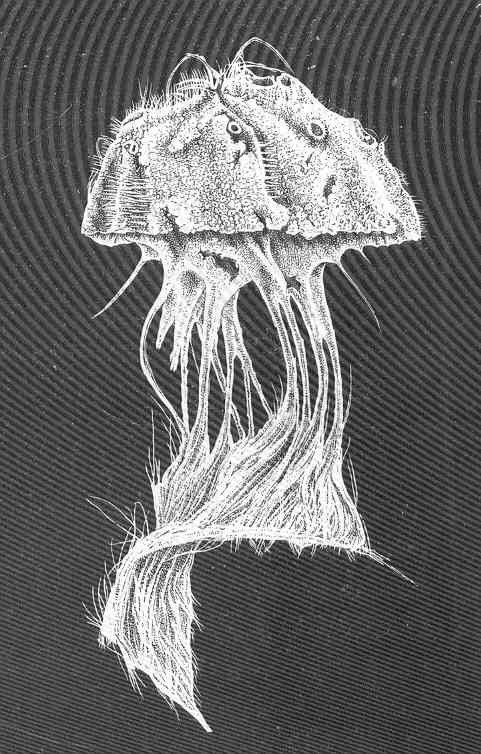
Archív kép a szivacsról